# 예두아르트 콕샤로프
예두아르트 알렉산드로비치 콕샤로프(러시아어: Эдуа́рд Алекса́ндрович Кокшаро́в, 1975년 11월 4일~)는 러시아의 핸드볼 선수, 지도자로 포지션은 레프트윙이다. 러시아 리그의 SKIF 크라스노다르에서 선수 생활을 시작했으며, 1999년부터 2011년까지 슬로베니아 리그의 RK 첼레 소속으로 활약했다. 그는 RK 첼레의 주축 선수였으며, 리그 우승 9회, 컵 우승 6회를 달성했고, EHF 챔피언스리그 결승에 4회 진출하여 2004년에 우승을 차지했다.
국제 대회에서 러시아 대표팀의 일원으로 활약했으며, 2000년 하계 올림픽에서 금메달, 2004년 하계 올림픽에서 동메달을 획득했다. 또한 세계 선수권 대회에서 1회 우승, 유럽 선수권 대회에서 준우승 1회를 차지했으며, 세계 선수권 대회에서 4회, 유럽 선수권 대회에서 2회 올스타로 선정되었다. 그는 1995년부터 2012년까지 러시아 국가대표로 226경기에 출전하여 1110골을 넣으며 러시아 대표팀 최다 득점 기록을 보유하고 있다.